# 黄檗希運
黄檗希運（おうばく きうん）は、中国の唐代の禅僧。諡は断際禅師。福州閩県の出身。黄檗山黄檗寺を開創。臨済宗開祖の臨済義玄の師。

## 生涯
幼くして黄檗山建福禅寺（現在は福建省万福寺）で修行し、後に百丈懐海の法嗣となる。
洪州鍾陵（江西省宜春市宜豊県）の鷲峰山に黄檗山黄檗寺を開創。この山号は修行時代を忘れないために用いたという。
大中4年（850年）、同寺で示寂した。髪塔を広業塔といった。

## 人物
身長は7尺あり、額に肉珠があった。
圭峰宗密と並んで宰相の裴休に尊崇され、その語録である『黄檗希運禅師伝心法要』（857年成立）は、裴休が編んだものである。弟子に臨済宗の祖である臨済義玄らがいる。

## 黄檗三打
師である黄檗との禅問答で、弟子の臨済が大悟したとする故事のこと。

## 伝記資料
- 『宋高僧伝』巻20「唐洪州黄檗山希運伝」
- 『景徳伝灯録』巻9「洪州黄檗山希運禅師」